# Àngel Artola Casals
Àngel Artola Casals   (Sant Hilari Sacalm, 2 d'agost de 1903 - Mauthausen-Gusen, 12 d'agost de 1941) fou un mestre hilarienc deportat i mort al camp de concentració de Gusen, subcamp de Mauthausen.

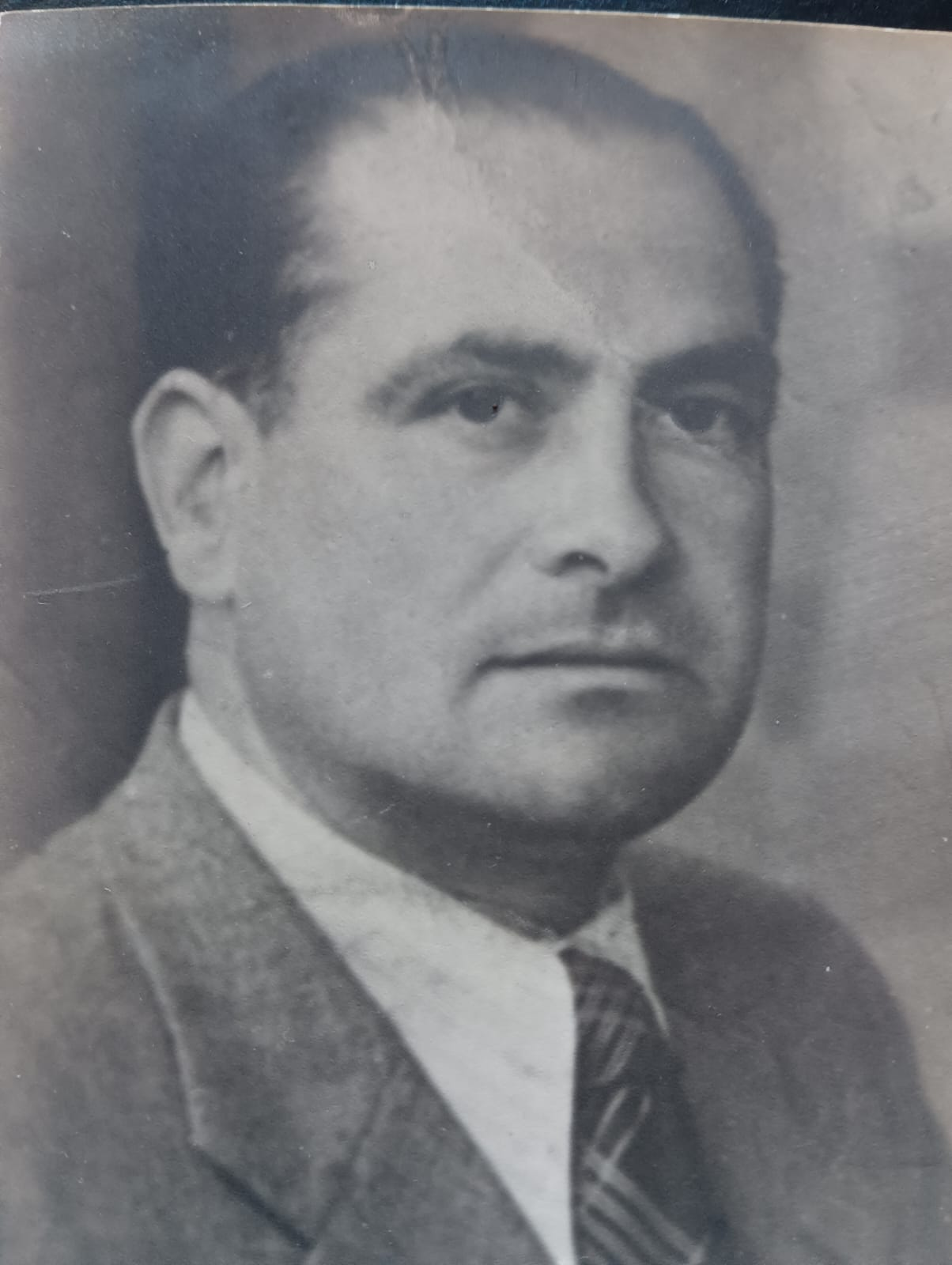
Fotografia del mestre Àngel Artola Casals mort víctima del nazisme i el feixisme a Gusen

Nascut a Sant Hilari Sacalm el 2 d'agost de 1903. Va exiliar-se el 1939, on després de passar per diferents camps de refugiats exiliats republicans, fou deportat des d'Angulema, França, cap a Mauthausen, en l'anomenat comboi dels 927. Era  germà del també deportat, Ramon Artola i Casals.

Neix el 2 d’agost del 1903 al poble de la comarca de la Selva, Sant Hilari Sacalm. Entre els anys de 1919 i 1923 estudià magisteri a la Normal de Barcelona, però no va acabar, per culpa de fer el servei militar a l’Àfrica, seguidament, el 1925 i 26 va acabar la mili, i s’examinà per aconseguir el títol de mestre, que finalment l'aconsegueix.
El 31 fou mestre a les Franquesa del Vallès, i el consistori l’alegra per l'exitosa feina aconseguida.L’any 1932 es casa amb Rita Verdolet Serrallonga a Sant Hilari Sacalm. 2 anys més tard, el 1934 obté la plaça de mestre a Roda de Ter. Després d’estar casat tres anys amb la seva dona, tenen un fill, Josep el 9 de novembre de 1935.
És mestre durant uns anys més i, actualment, els alumnes recorden a Àngel Artola com un bon mestre perquè les seves classes eren diferents. Els feia mesurar el temps a partir d’una estació meteorològica que tenien al mateix pati de l’escola, a part d’això també feien altres feines pràctiques com pinar murals. El 1937 amb la setmana de l’infant, el professor Àngel, per fer-ho  diferent, busca alguna pel·lícula per mirar amb els seus alumnes i demana que es faci un pregó. Per la seva actitud, es veia que li agradava molt la seva feina, fins i tot, en un llibre sobre història de Roda de Ter el destaquen com a mestre.
Gràcies la seva grandiosa feina, l’Ajuntament fa gestions per tal que no s’incorpori a files. Per aquest motiu no és clar si va anar o no a la guerra, ja que la família no recorda que hi anés però, en canvi, Josep M. Martí i Pol el recorda haver vist com a soldat anant a despedir-se a l’escola on treballava.
Marxa a l’exili per Portbou i ingressa al camp de concentració d’Argelers (Vallespir, té la graduació de tinent). Després d’un temps, va a Pavilly, més tard a Cognac, on hi ha el seu germà petit, Ramon, amb la seva dona, Dolors Soler, qui també eren mestres.
S’allotja a l’Hôtel-Restaurant des Messageries i aquí, escriu: “Todos los días nos vemos con Ramón y Dolores y los domingos estamos todo el día juntos”.
Ja que fan cas d’una requisitòria de les autoritats franceses, cosa que molt poca gent fa tots tres s'identifiquen i degut a això, quan arriben les autoritats d’ocupació alemanyes, són agafats fàcilment.
Finalment, mor assassinat pels nazis  a Gusen el 31 d’agost de 1941.